# Hula
Pour les articles homonymes, voir Hula (homonymie).

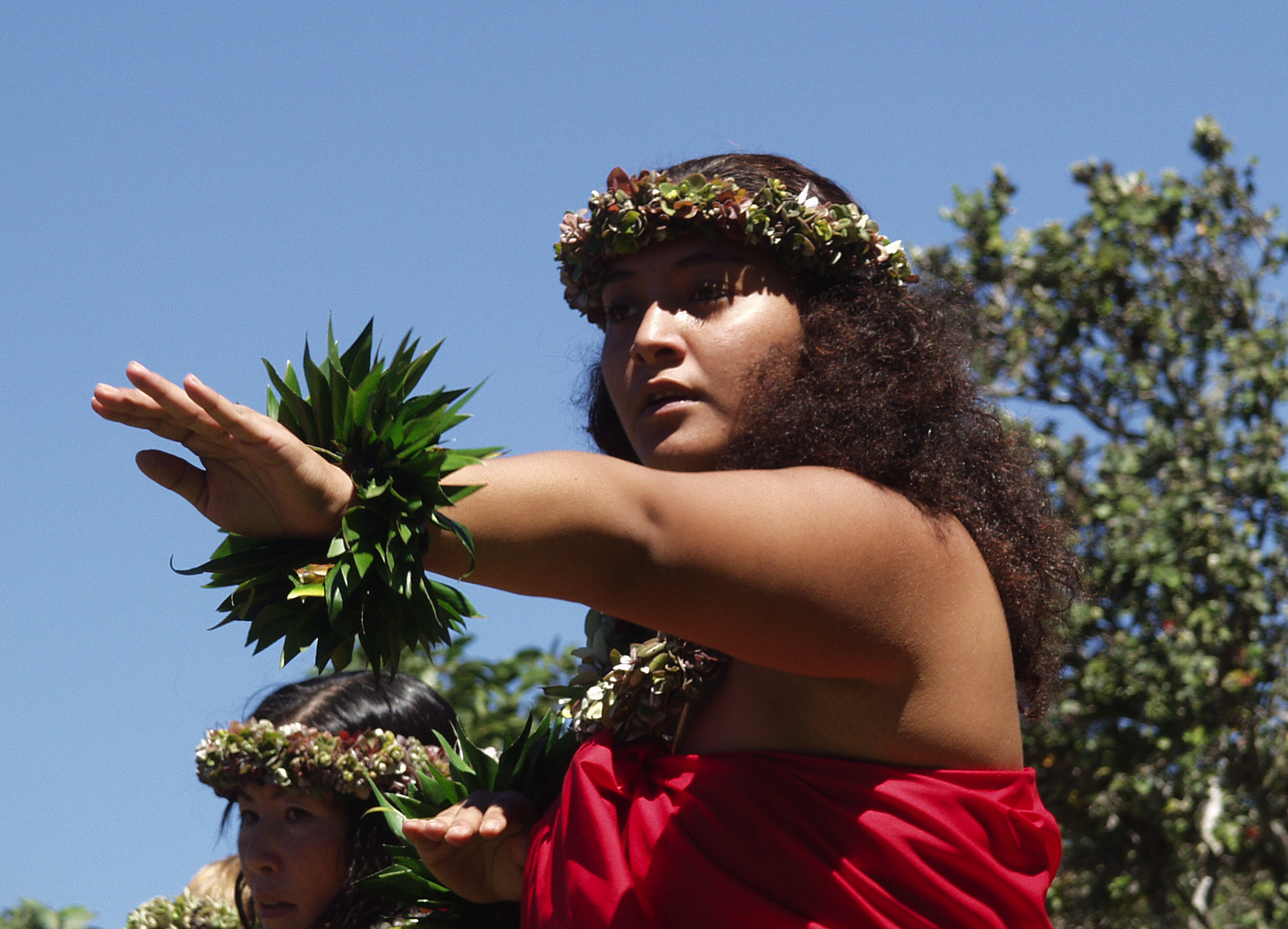
Hula réalisé dans le parc national des volcans d'Hawaï en 2004.

Le hula est un type de danse accompagné de chant qui s'est développé dans les îles hawaïennes chez les Polynésiens. Le chant s’appelle un mele, et le hula dramatise ou commente le mele. 
Il existe beaucoup de styles de hula, qui se divisent d’habitude en deux grandes catégories :
- Le hula ancien, tel qu’on l’exécutait avant le contact avec les voyageurs occidentaux, s’appelle kahiko. Il s’accompagne de chant et d’instruments traditionnels de percussion comme le tambour ipu ou le pūʻili.
- Le hula tel qu’il évolua sous l’influence occidentale, aux XIXe et XXe siècles, s’appelle 'auana. Il s’accompagne de chansons et d’instruments de musique occidentaux comme la guitare, l’ukulélé ou la contrebasse.

Une terminologie pour deux autres catégories commence également à entrer dans le lexique du hula : monarchie, dont beaucoup de hula composés et chorégraphiés au cours du XIXe siècle, et ai kahiko, qui signifie “dans le style ancien”, composés aux XXe et XXIe siècles selon les protocoles stylistiques du hula kahiko ancien.
Le hula ancien s’enseigne dans des écoles nommées halau. Celui ou celle qui enseigne le hula s’appelle le kumu hula, où kumu signifie “source de savoir”. La danse hula est un art complexe, avec beaucoup de gestes de mains qui signifient différents aspects de la nature tels les mouvements de base Hula et Cocotier[Quoi ?], et de pas tels le Kaholo, Ka'o, et Ami.
Il existe des danses originaires d’autres îles polynésiennes, y compris Tahiti, Samoa, Tonga et Aotearoa (Nouvelle-Zélande), mais le hula est limité aux Iles hawaïennes.

## Danseurs de hula duXIXesiècle

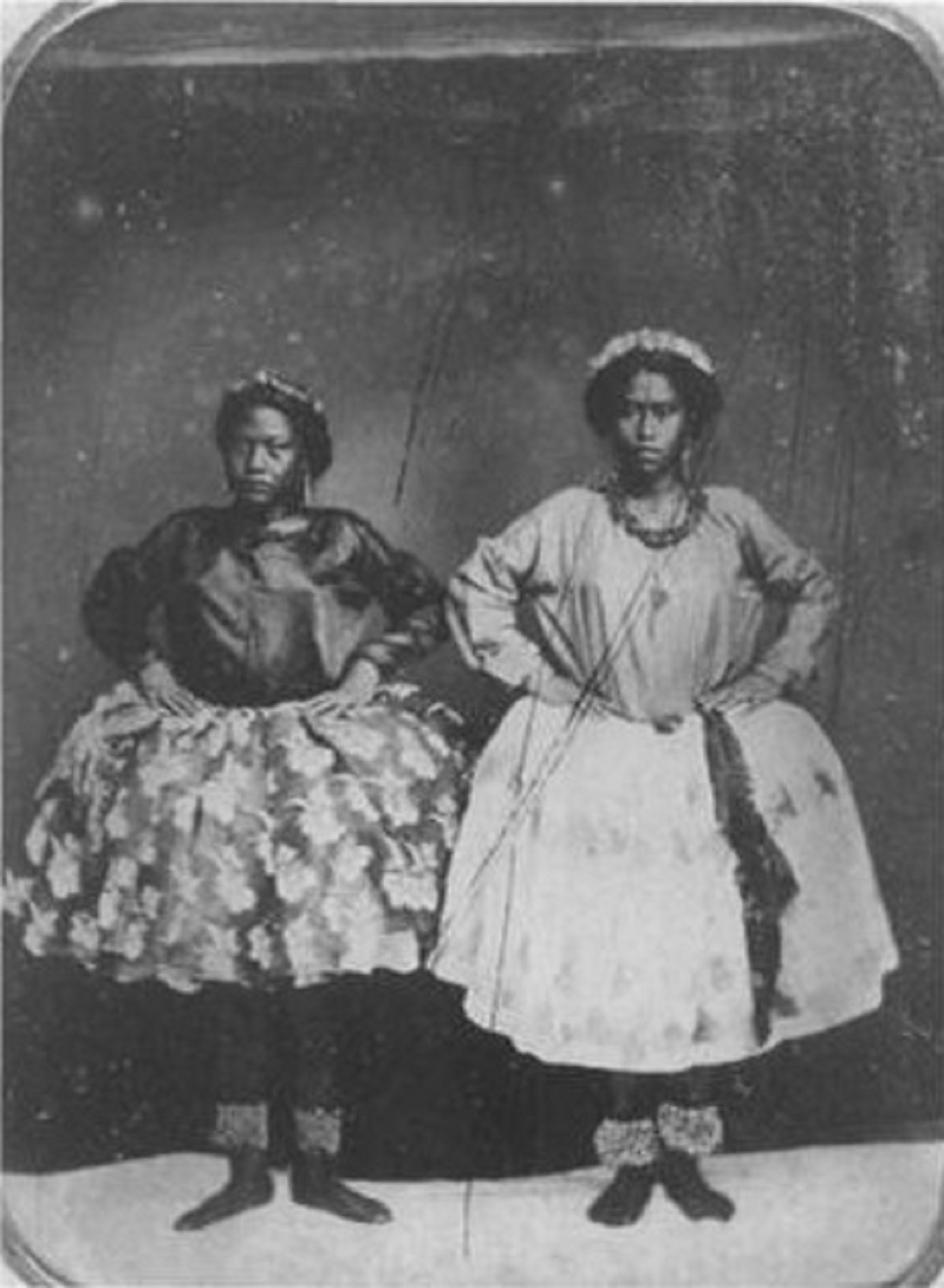
En 1856
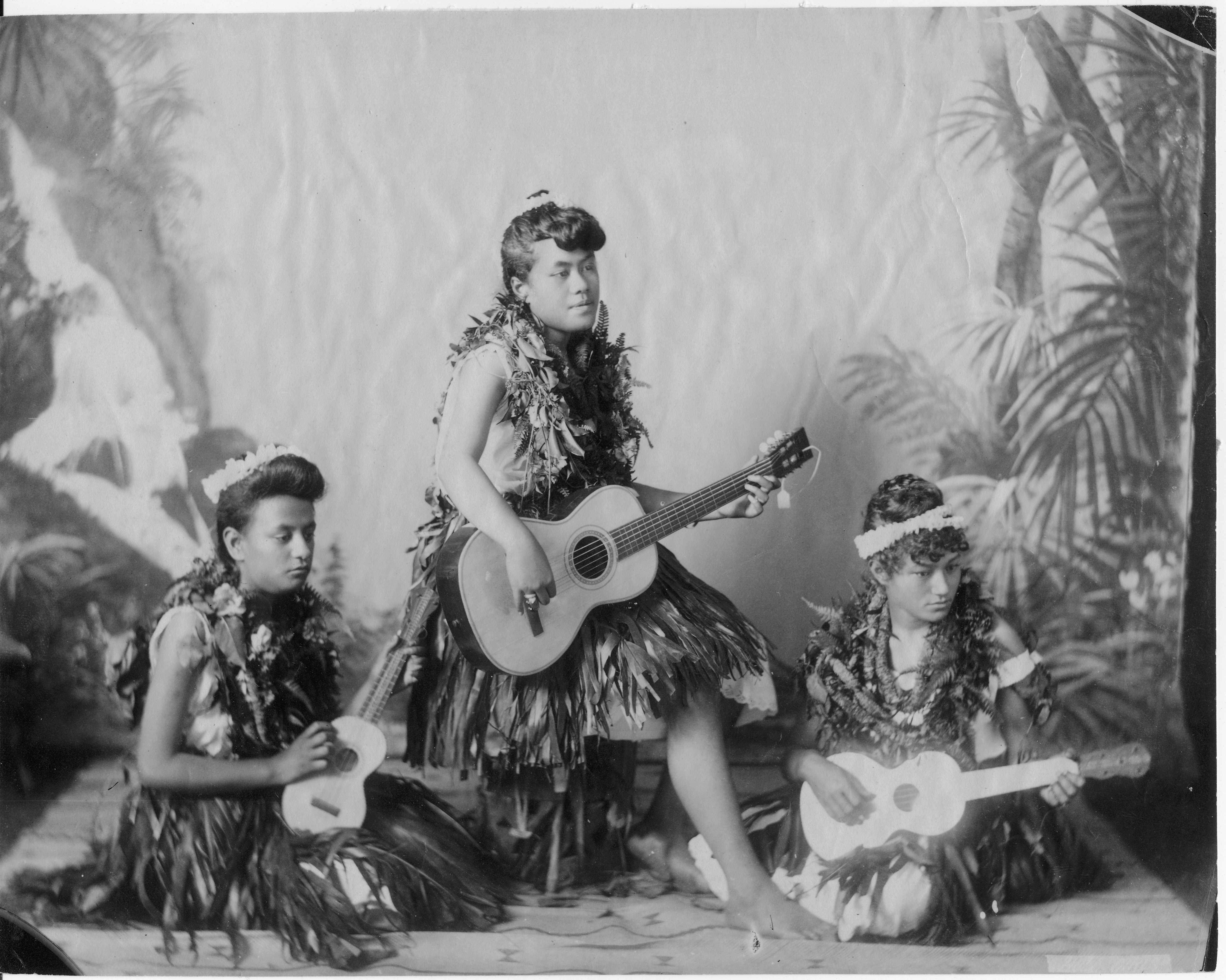
Vers 1885
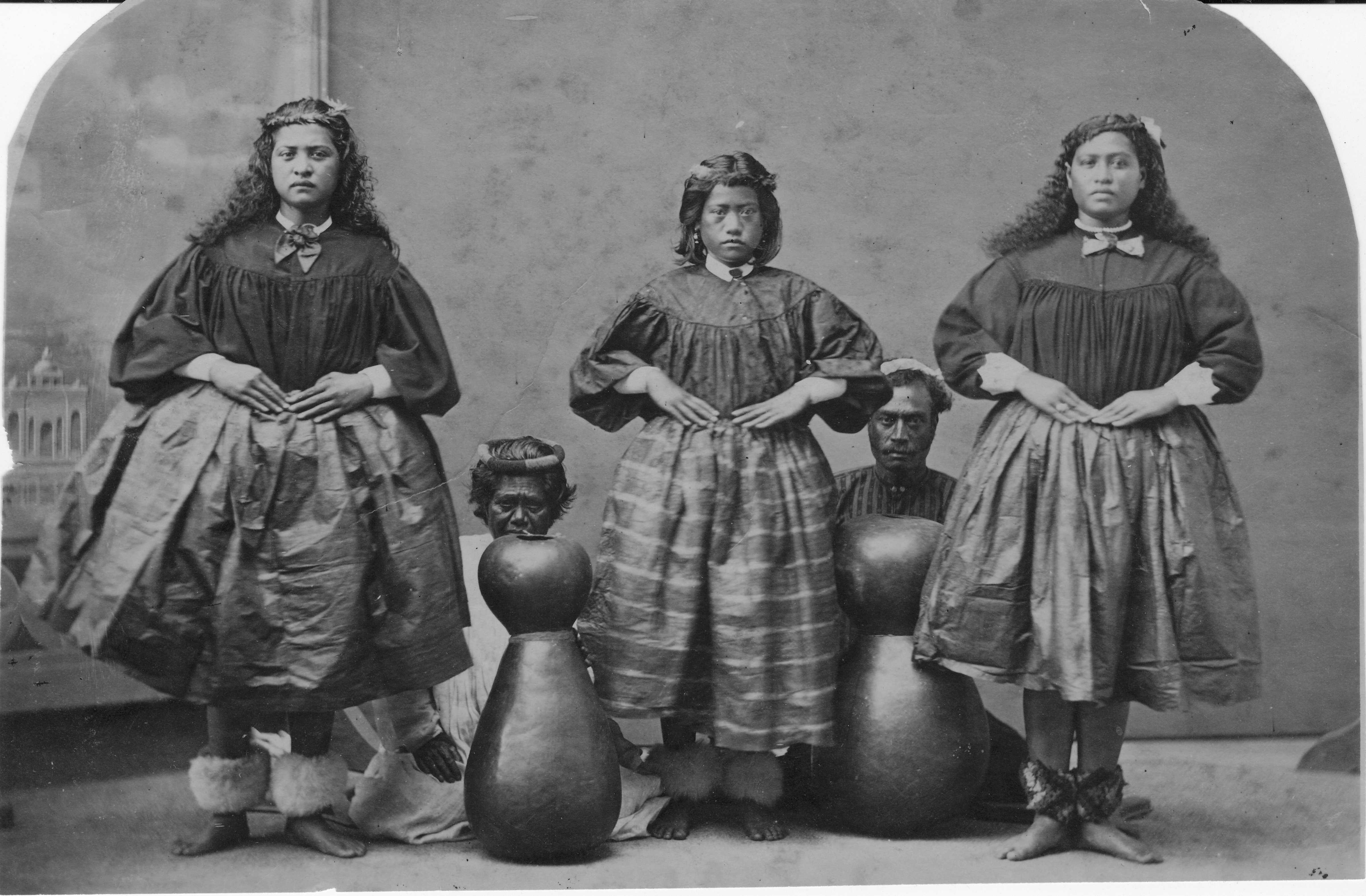
Vers 1895
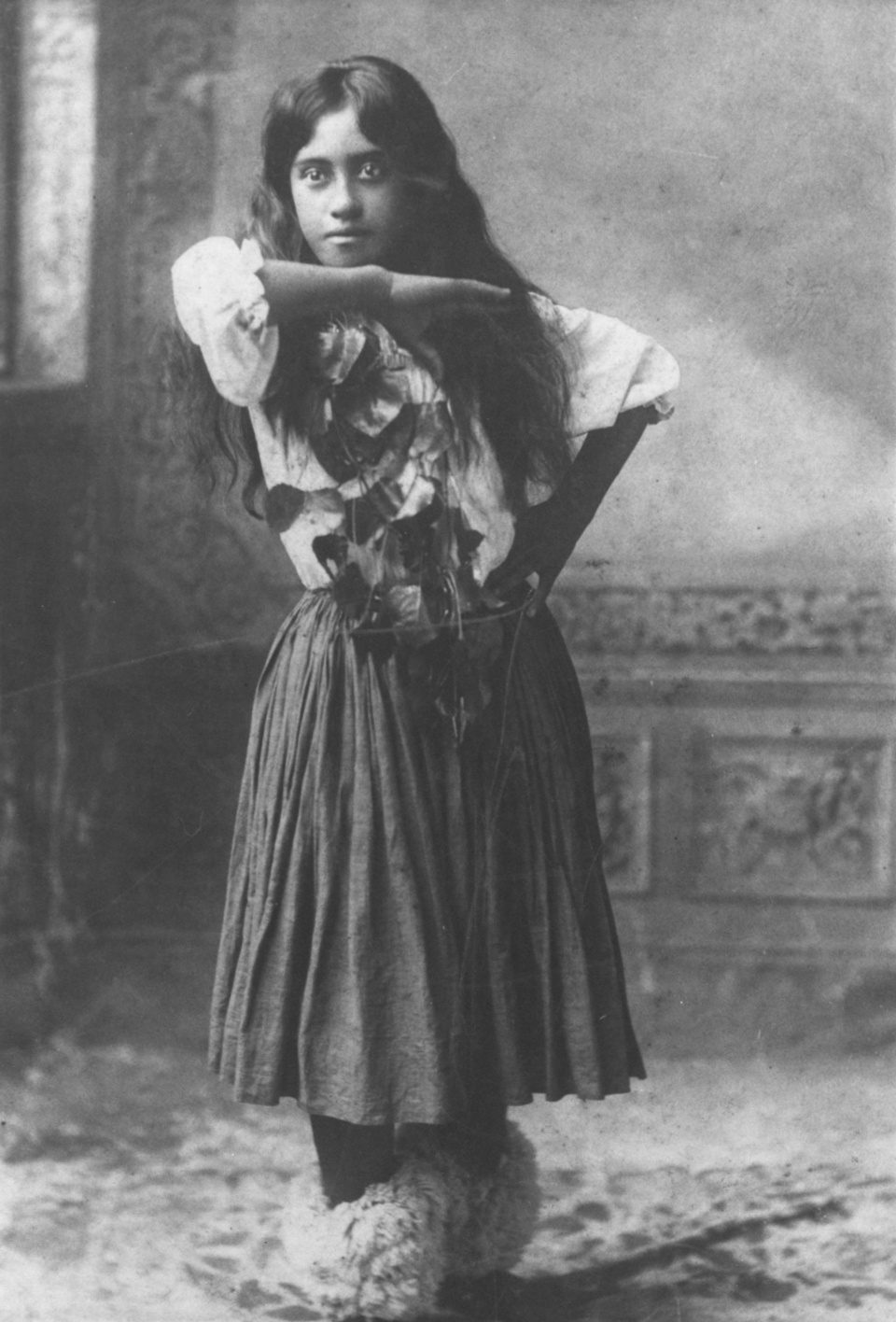
Photo prise à la Trans-Mississippi Exposition (en), 1898